# Rubén Garabaya
Rubén Garabaya (Avilés, 1978. szeptember 15. –) spanyol kézilabdázó, az FC Barcelona játékosa. A 2008-as olimpián bronzérmes spanyol férfi válogatott tagja. A Barcelona előtt a BM Valladolid csapatában szerepelt. Legnagyobb sikere az olimpiai bronzérem mellett a 2 spanyol bajnoki cím valamint a 2 Király kupa-győzelem. Testi adottságai: 202 cm, 107 kg.